# Communauté de communes d'Horte et Lavalette
La  Communauté de communes d'Horte et Lavalette est une ancienne communauté de communes française, située dans le département de la Charente, en région Nouvelle-Aquitaine.
Elle fait partie du Pays d'Horte et Tardoire.

## Historique
- Elle est créée le 1er janvier 1994.
- En 2013, la commune de Chadurie quitte la communauté de communes des 4B - Sud-Charente pour rejoindre la CC d'Horte et Lavalette.
- Le 1er janvier 2016, les communes de Charmant, Chavenat et Juillaguet se regroupent pour constituer la commune nouvelle de Boisné-La Tude ce qui réduit le nombre de communes à 13.
- La communauté de communes fusionne le 1er janvier 2017 avec la communauté de communes Tude et Dronne pour former la nouvelle communauté de communes Lavalette Tude Dronne[1].

## Administration

### Liste des présidents
| Période        | Période        | Identité               | Étiquette | Qualité                   |
| -------------- | -------------- | ---------------------- | --------- | ------------------------- |
| 1993           | 2001           | Pierre Fougère         |           |                           |
| 2001           | juin 2006      | Bernard Dissard        |           | décédé en cours de mandat |
| juin 2006      | avril 2008     | Guy Vautour            |           |                           |
| avril 2008     | septembre 2009 | Bernard Gaudou         |           | décédé en cours de mandat |
| septembre 2009 | avril 2014     | Jean-Michel Tamagna    |           |                           |
| avril 2014     | décembre 2016  | Isabelle Chat-Locussol |           |                           |

### Siège
4, rue André Bouyer, 16320 Villebois-Lavalette.

## Territoire communautaire

### Composition
Elle regroupait 13 communes le 1er janvier 2016 :
| Nom                         | Code Insee | Gentilé       | Superficie (km2) | Population (dernière pop. légale) | Densité (hab./km2) |
| --------------------------- | ---------- | ------------- | ---------------- | --------------------------------- | ------------------ |
| Villebois-Lavalette (siège) | 16408      | Villeboisiens | 7,20             | 758 (2014)                        | 105                |
| Blanzaguet-Saint-Cybard     | 16047      |               | 11,95            | 283 (2014)                        | 24                 |
| Boisné-La Tude              | 16082      |               | 34,25            | 719 (2014)                        | 21                 |
| Chadurie                    | 16072      | Chaduriens    | 16,42            | 509 (2014)                        | 31                 |
| Combiers                    | 16103      |               | 23,96            | 125 (2014)                        | 5,2                |
| Édon                        | 16125      | Édonais       | 16,49            | 256 (2014)                        | 16                 |
| Fouquebrune                 | 16143      | Fouquebrunois | 28,85            | 659 (2014)                        | 23                 |
| Gardes-le-Pontaroux         | 16147      |               | 13,30            | 262 (2014)                        | 20                 |
| Gurat                       | 16162      | Gurateois     | 16,03            | 182 (2014)                        | 11                 |
| Magnac-Lavalette-Villars    | 16198      | Magnacois     | 23,75            | 428 (2014)                        | 18                 |
| Ronsenac                    | 16283      | Ronsenacois   | 26,73            | 586 (2014)                        | 22                 |
| Rougnac                     | 16285      | Rougnaquais   | 29,88            | 412 (2014)                        | 14                 |
| Vaux-Lavalette              | 16394      |               | 6,78             | 99 (2014)                         | 15                 |

## Compétences
Nombre total de compétences exercées en 2016 : 21

### Compétences obligatoires
- Aménagement de l'espace

Bâtir un projet de développement local sous forme d'une charte intercommunale et le traduire dans un document cartographique de type carte communale qui aura la même valeur juridique que la charte elle-même.

- Actions de développement économique d'intérêt communautaire

Soutien à la ruralité : aide aux entreprises artisanales et agro-alimentaires (compétence depuis le 16/07/2002).

Création et aménagement des zones d'activités communautaires :

- ZA telle que définie dans le plan d'occupation des sols de la commune de  Fouquebrune,

- ZA de l'Ombre sur la commune de Magnac-Lavalette-Villars,

- ZA Les Clos sur la commune de Villebois Lavalette (compétence depuis le 16/07/2002).

Développement du tourisme : (compétence depuis le 16/07/2002) :

- accueil, information, signalétique, signalisation et aménagements touristiques,

- entretien des chemins de randonnée,

- création et aménagement des jardins thématiques d'Horte et Lavalette,

- Aménagement, entretien et animation du site parapente d'Horte et Lavalette.

### Compétences optionnelles
- Protection et mise en valeur de l'environnement

Protection et mise en valeur de l'environnement dans le cadre de la convention État - Département et de la charte de qualité Horte et Tardoire.
Ramassage et traitement des déchets (compétence depuis le 16/07/02).

Traitement ultime des déchets industriels banals.

Politique de connaissance des ressources en eaux souterraines (compétence depuis le 16/07/2002).

Contrôle des installations d'assainissement autonome (compétence depuis le 16/07/2002).

- Politique du logement et du cadre de vie

Logement : (compétence depuis le 16/07/2002)

- création et aménagement de lotissements (accès à la propriété et locatifs) d'intérêt communautaire répondant aux critères suivants : création d'un nombre minimum de 4 lots et situation géographique à proximité de la RD 5, RD 16, RD 939 ou localisation dans le centre bourg.

- Aides aux particuliers (en conformité avec le cadre légal) notamment dans le cadre des OPAH ou PLH.

- Assurer ou concourir à la réalisation des études PLH, OPAH, ORAC…

Cadre de vie :

- investissement et entretien du bâtiment siège de la Communauté de Communes,

- mise en œuvre d'une politique de restauration du petit patrimoine rural,

- implantation du mobilier urbain (hors éclairage public) et plantations,

- Acquisition, réhabilitation, construction, entretien et fonctionnement d'équipements culturels et sportifs et d'équipements de l'enseignement préélémentaire et élémentaire

Collège Henri Martin de Villebois-Lavalette et salle omnisports.

Fonctionnement des écoles maternelles

Bibliothèque intercommunale (compétence depuis le 14/08/96).

RASED pour les écoles primaires (compétence depuis le 13/02/98).

- Voirie:

Investissement sur la voirie : aménagement, rectification et élargissement des voies existantes, grosses réparations, enduits, réfection des ouvrages d'art (compétence depuis le 16/07/2002).

Entretien de la voirie : dérasement, entretien des fossés (compétence depuis le 16/07/2002).

### Régime fiscal et budget
- Régime fiscal (au 01/01/2005) : fiscalité additionnelle.